# アーデルハイト・フォン・ザクセン＝マイニンゲン (1891-1971)
アーデルハイト・フォン・ザクセン＝マイニンゲン（Adelheid von Sachsen-Meiningen, 1891年8月16日 - 1971年4月25日）は、ドイツのザクセン＝マイニンゲン家の公女で、プロイセン王子アーダルベルトの妻。愛称はアディ（Adi）。

## 生涯
ザクセン＝マイニンゲン公子フリードリヒと、その妻のアーデルハイト・ツア・リッペ＝ビースターフェルトの間の次女として生まれた。全名はアーデルハイト・エルナ・カロリーネ・マリー・エリーザベト（Adelheid Erna Karoline Marie Elisabeth）。母はリッペ侯国摂政のリッペ＝ビースターフェルト伯エルンストの娘で、最後のリッペ侯レオポルト4世の姉である。姪（弟ゲオルクの娘）に、元オーストリア皇太子オットー・フォン・ハプスブルクの妃となったレギーナがいる。

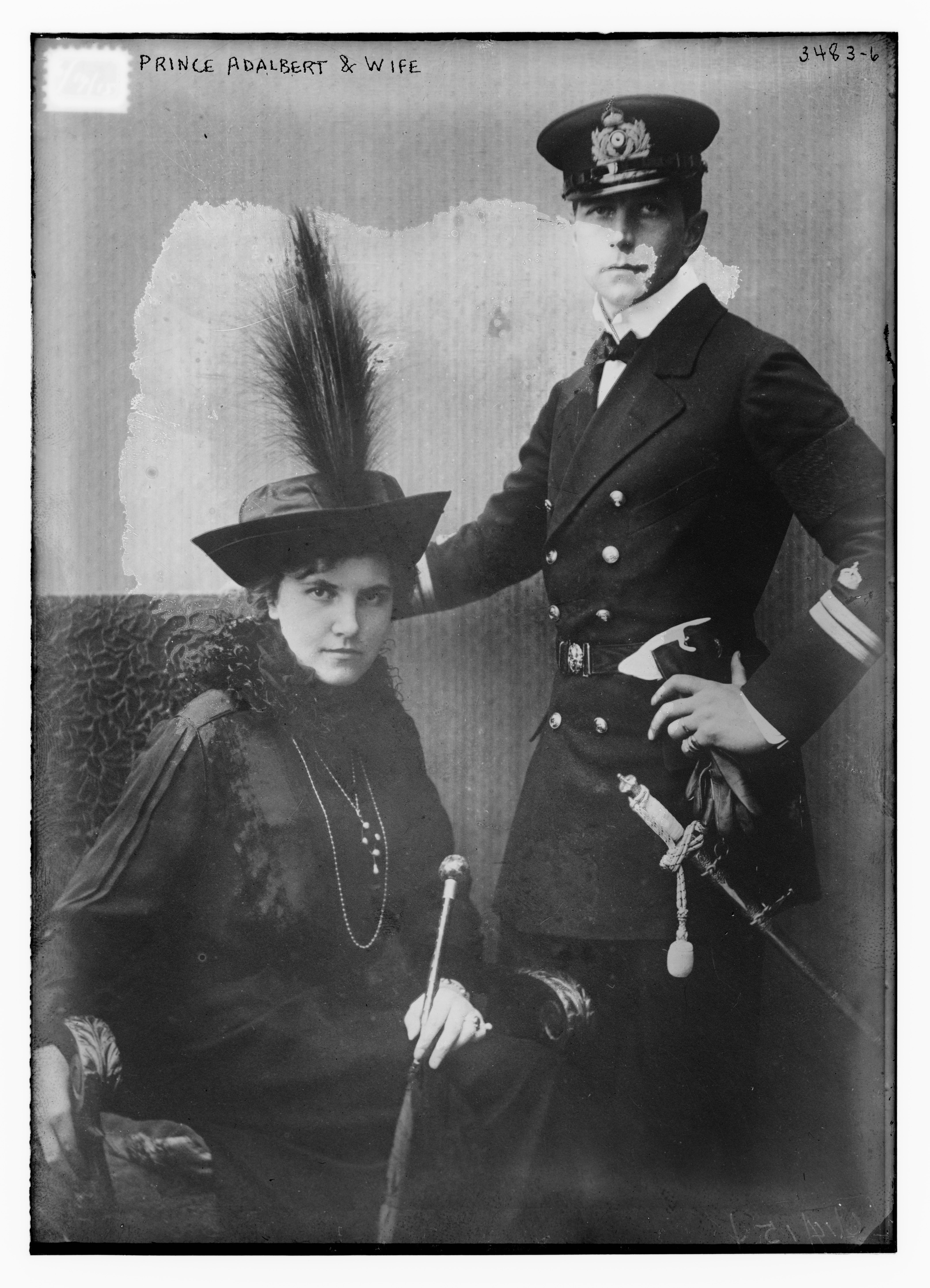
ザクセン＝マイニンゲン公女アーデルハイトとプロイセン王子アーダルベルト

第1次世界大戦勃発直後の1914年8月3日にヴィルヘルムスハーフェンにおいて、ドイツ皇帝ヴィルヘルム2世の三男アーダルベルト王子と結婚した。この結婚は、ドイツの領土問題（Deutsche Frage）において、かつてオーストリア帝国を支持したザクセン＝マイニンゲン公爵家とプロイセン王家の友好関係を保つために繰り返されてきた政略結婚の一端であり、祖父のゲオルク2世や伯父のベルンハルト3世もプロイセン王女を妃に迎えていた。
アーデルハイトと夫との夫婦生活は幸福だった。姑のアウグステ・ヴィクトリア皇后はアーデルハイトに自分の慈善事業を手伝わせ、アーデルハイトは1918年に開設されたベルヒテスガーデン海軍病院の監督を任された。ドイツ革命により君主制が倒れると、アーダルベルト王子とその家族は、バート・ホンブルク・フォア・デア・ヘーエに建つ、アーデルハイトの名前にちなんだヴィラ・アーデルハイツヴェルト（Villa Adelheidswert）に隠遁した。アーデルハイトの健康状態が思わしくなかったため、夫妻は後にスイスに移住し、「リンゲン伯爵夫妻」と名乗って暮らした。

## 子女
夫アーダルベルト王子との間に一男二女をもうけた。
- ヴィクトリア・マリーナ（1915年）
- ヴィクトリア・マリーナ（1917年 - 1981年） - 1946年、キルビー・ウィリアム・パターソンと結婚
- ヴィルヘルム・ヴィクトル（英語版）（1919年 - 1989年） - 1944年、ホヨス女伯爵マリー・アントイネッテと結婚